# موتورهای درون‌سوز: موتورهای احتراق - داخلی
موتورهای درون‌سوز: موتورهای احتراق - داخلی کتابی از سید مصطفی میرسلیم است که در سال ۱۳۶۸ منتشر و در مراسم کتاب سال جمهوری اسلامی ایران به‌عنوان کتاب برگزیده معرفی شد.